# Alessio Di Clemente
Alessio Di Clemente (Firenze, 1967. szeptember 15. –) olasz színész.

## Filmek, sorozatok
- Bűvölet (olasz sorozat, 2007- ) a kórházi sorozatban Prof. Alberto Curti szerepét alakítja 2007-től.
- Halálos Kitesurf (olasz akciófilm, 2008) Simon szerepe
- Drágán megfizetsz (olasz thriller, 2001) Mirko szerepe